# Прощай, всё это
«Прощай, всё это» (англ. Good-Bye to All That) — автобиография Роберта Грейвза, впервые опубликованная в 1929 году, когда автору было 34 года. «Это было моим горьким расставанием с Англией, — писал он в прологе к исправленному второму изданию 1957 года, — где я недавно нарушил немало условностей». Название может также указывать на изменение старого порядка после катаклизма Первой мировой войны: предполагаемая недостаточность патриотизма, интерес некоторых к атеизму, феминизму, социализму и пацифизму, изменения в традиционной супружеской жизни и, не в последнюю очередь, появление новых стилей литературного выражения — всё это рассматривается в произведении, имея прямое отношение к о жизни Грейвса. Несентиментальное и часто комическое изображение банальностей и остроты жизни офицера британской армии во время Первой мировой войны принесло Грейвсу славу, известность и финансовую стабильность, но предметом книги также является его семейная история, детство, школьное образование и, сразу после войны, ранняя семейная жизнь; все периоды жизни свидетельствуют об «особом образе жизни и мышления», составляющих поэтическую чувствительность.
Лауре Райдинг, любовнице Грейвса, приписывают роль «духовной и интеллектуальной акушерки» в работе.

## Довоенная жизнь
Грейвс занимался скалолазанием, заявив, что «этот вид спорта заставил все остальные казаться тривиальными». Его первое восхождение было Crib y Ddysgl, за которым последовали восхождения на Crib Goch и Y Lliwedd :61–66.
Грейвс утверждает: "В английских подготовительных и государственных школах романтические отношения обязательно гомосексуальны. Противоположный пол презирают и относятся к нему как к чему-то непристойному. Многие мальчики так и не оправляются от этого извращения. На каждого прирождённого гомосексуалиста система государственных школ делает не менее десяти постоянных псевдогомосексуалистов: девять из этих десяти таких же благородно целомудренных и сентиментальных, как я :19.

## Опыт военного времени
Большая часть книги посвящена его опыту Первой мировой войны, в которой Грейвс служил лейтенантом, а затем капитаном Королевских уэльских стрелков вместе с Зигфридом Сассуном. «Прощай, всё это» содержит подробное описание позиционной войны, включая трагическую некомпетентность в битве при Лоосе, использование газа, и ожесточенные бои на первом этапе наступления на Сомме. В какой-то момент Грейвс соглашается со своим C.M.S.: «Конечно, это убийство, чёртов дурак, и больше ничего в этом нет, не так ли?» :141–168,205–226.
Грейвс утверждал: "По крайней мере, каждый третий из моего поколения в школе умер, потому что все они поступили на службу, как только смогли, большинство из них в пехоте и Королевском лётном корпусе. Средняя продолжительность жизни унтер-офицера пехоты на Западном фронте составляла на некоторых этапах войны всего около трех месяцев; к тому времени он был либо ранен, либо убит :59.
Что касается условий в траншеях и крыс, водившихся в Куинчи, Грейвс заявил: «Они вышли из канала, поели множество трупов и чрезвычайно размножились» :138.

### Ранение
В сражении на Сомме Грейвс был ранен, когда вел своих людей через кладбище у церкви Базантен-ле-Пти 20 июля 1916 года. Первоначально рана казалась настолько серьёзной, что военные власти ошибочно сообщили его семье, что он умер. Оплакивая его смерть, семья Грейвса получила от него известие, что он жив, и поместила об этом объявление в газетах. Позже Грейвс сожалел, что исключил из книги имя солдата, спасшего его, Оуэна Робертса. Они снова встретились пятьдесят лет спустя в больничной палате, куда оба были госпитализированы для операции, после чего Грейвс подписал экземпляр книги Робертса, полностью отдав должное Робертсу за спасение его жизни.

### Военные преступления
Книга содержит описание убийства немецких военнопленных британскими войсками, информация о которых получена автором из вторых рук. Хотя Грейвс не был свидетелем и не знал о крупных массовых убийствах, ему рассказывали о ряде случаев, когда заключенных убивали поодиночке или небольшими группами, что заставило его поверить, что часть сдавшихся немцев так и не попала в лагеря для военнопленных. «Почти каждый инструктор столовой, — писал он, — мог привести конкретные случаи убийства заключенных на обратном пути. Самыми распространенными мотивами были, по-видимому, месть за смерть друзей или родственников, зависть к поездке заключенного в благоустроенный лагерь для военнопленных в Англии, военный энтузиазм, боязнь внезапного нападения заключенных или, в самом простом случае, нежелания конвоирования.» При этом «если немецкий патруль найдет раненого, они, скорее всего, не перережут ему горло» :131,183–184.
Грейвс писал: "Казни были часты во Франции. Первый непосредственный опыт официальной лжи я получил, когда прибыл в Гавр в мае 1915 года и прочитал архивы армейских приказов в лагере отдыха. В них содержалось около двадцати сообщений о мужчинах, расстрелянных за трусость или дезертирство :240–241.

### Послевоенная травма
Грейвс был серьёзно травмирован военным опытом. После ранения в легкое осколком снаряда он выдержал пятидневную поездку на поезде в антисанитарных условиях с неменяющимися повязками. Во время начальной военной подготовки в Англии он получил удар током от телефона, в который ударила молния, из-за чего в течение следующих двенадцати лет он заикался и сильно потел, если ему приходилось им пользоваться. По возвращении домой он описывает, как его преследуют призраки и кошмары.
По словам Грейвса, «моей особой инвалидностью была неврастения». Далее он пишет: «Снаряды рвались в моей кровати в полночь … незнакомцы днём принимали лица убитых друзей». Услышав предложение шанс продолжить занятия скалолазанием с Джорджем Мэллори, Грейвс отказался: «Теперь я больше никогда не смогу сознательно рисковать своей жизнью».

## Реакция
Зигфрид Сассун и его друг Эдмунд Бланден (который служил в Первой мировой войне в другом полку) обиделись на содержание книги. Жалобы Сассуна в основном касались того, как Грейвс изображал его и его семью, в то время как Бланден прочитал мемуары Джей Си Данна и обнаружил, что они в некоторых местах расходятся с Грейвсом. Двое мужчин взяли копию книги Бландена «Прощай, всё это» и сделали пометки на полях, противоречащие части текста. Эта копия сохранилась и хранится в Нью-Йоркской публичной библиотеке. Отец Грейвса, Альфред Персиваль Грейвс, также возмущенный некоторыми аспектами книги Грейвса, написал на неё ответ под названием «Вернуться ко всему этому».
Книга имела успех, что позволило автору жить на Майорке. Она стала обязательным для школьного чтения в англоязычных странах и стала классической литературой. «Прощай, всё это» заняла 44-е место в списке 100 величайших научно-популярных книг всех времен по версии The Guardian за 2016 год британского писателя и издателя Роберта Маккрама и 41-е место в списке 100 величайших научно-популярных книг американского журнала «The Modern Library», входящая в состав издательского концерна Random House.

## Последующие издания
После серьёзной переработки Грейвс переиздал книгу в 1957 году. При этом он избавился от грубого, резкого стиля, который завоевал столько поклонников оригинала. Грейвс удалил все ссылки на Лауру Райдинг, с которой он уже не жил и которой было посвящено оригинальное издание.
В 1930 году было выпущено продолжение «Прощай, всё это» в виде спектакля на автобиографические темы под названием «Но это все ещё продолжается: Накопление» (англ. But It Still Goes On: An Accumulation), впервые поставленного в театре Финборо в Лондоне в 2018 году.